# دانيال تايلر
دانيال تايلر (بالإنجليزية: Daniel Tyler)‏ هو ضابط أمريكي، ولد في 7 يناير 1799 في Brooklyn, Connecticut ‏ في الولايات المتحدة، وتوفي في 30 نوفمبر 1882 في نيويورك في الولايات المتحدة.